# 大柿ロクロウ
大柿 ロクロウ（おおがき ロクロウ）は日本の漫画家。

## 略歴
後藤隼平、畑健二郎などのアシスタントを経て、2013年『週刊少年サンデーS』5月号より、椎名高志の『絶対可憐チルドレン』のスピンオフアニメ『THE UNLIMITED 兵部京介』のコミカライズにて連載デビュー。
ペンネームである「ロクロウ」の由来は、ロックンロールより。後藤隼平と配信した『ロクロウポッドキャスト!』の中で自ら語っている。
2017年、『週刊少年サンデー』33号より、幕末に実在したとされる忍者、沢村甚三郎を主人公とした『シノビノ』を連載。
2019年、映画『刀剣乱舞』のコミカライズを担当。小学館より単行本上・下巻が刊行。2020年、アニメ『アクダマドライブ』のコミカライズを担当。2024年、『コミックバンチKai』にて『徳川埋蔵金はアメリカにござる』を連載。

## 作品リスト

### 連載
- THE UNLIMITED 兵部京介（原作：椎名高志、『週刊少年サンデーS』2013年5月号 - 2015年9月号） - 単行本全6巻。
- シノビノ（『週刊少年サンデー』2017年33号 - 2018年43号） - 単行本全6巻。
- 映画 刀剣乱舞（企画・原案：刀剣乱舞-ONLINE-、2019年） 上・下巻
- アクダマドライブ（原作：ぴえろ、TooKyoGames、『Rentaコミックス』 2020年7月 - 2023年4月）単行本全9巻（電子のみ）。
- クレイジーフードトラック（『月刊コミックバンチ』2020年9月号 - 2022年2月号） - 単行本全3巻。
- 徳川埋蔵金はアメリカにござる（『コミックバンチKai』2024年11月1日[5] - ） - 単行本既刊2巻。

### その他
- しょったれ半蔵 - 谷津矢車・著。装画を担当。